# ستيف جونسون (كرة سلة)
ستيف جونسون (بالإنجليزية: Steve Johnson)‏ مواليد 3 نوفمبر 1957 في آكرون، هو لاعب كرة سلة أمريكي معتزل بدأ مسيرته الاحترافية في سنة 1981. تم اختياره من قبل فريق سكرامنتو كينغز خلال الدرافت. يبلغ طوله 6 قدم 10 بوصة (2.1 م). اعتزل اللعب في 1991. أحرز خلال مسيرته في الإن بي إيه 7345 نقطة بمعدل 11.7 نقطة في المباراة الواحدة.

## المسيرة الاحترافية
لعب مع سكرامنتو كينغز من سنة 1981 إلى 1984، ثم لعب مع شيكاغو بولز من سنة 1983 إلى 1985، ثم لعب مع سان أنطونيو سبرز في موسم 1985–1986، ثم لعب مع بورتلاند ترايل بلايزرز من سنة 1986 إلى 1989، ثم لعب مع مينيسوتا تمبر ولفز في موسم 1989–1990، ثم لعب مع سياتل سوبرسونيكس في سنة 1990، ثم لعب مع غولدن ستايت ووريورز في موسم 1990–1991.

## روابط خارجية
- ستيف جونسون على موقع إن بي أي (الإنجليزية)
- ستيف جونسون على موقع سبورتس رفرنس (الإنجليزية)
- ستيف جونسون على موقع كلية كرة السلة في سبورتس رفرنس.كوم (الإنجليزية)
- ستيف جونسون على موقع ريلجم (الإنجليزية)
- ستيف جونسون على موقع بروبوليرز (الإنجليزية)